# Phare du cap Sardão
Le phare du cap Sardão est un phare situé sur le Cap Sardão dans la freguesia de São Teotónio de la municipalité d'Odemira, dans le district de Beja (Région de l'Alentejo au Portugal).
Il est géré par l'autorité maritime nationale du Portugal à Oeiras (Grand Lisbonne).

## Histoire
D'abord proposé en 1883, le phare du Cap Sardão n'est devenu opérationnel que le 15 avril de 1915. C'est une tour carrée blanche, surmontée d'une lanterne et galerie cylindrique, derrière un complexe de trois bâtiments en maçonnerie d'un seul étage avec des toits en tuile rouge. L'ensemble de la station de signalisation est blanc avec des pierres d'angle apparentes, le dôme de la lanterne est rouge ainsi que la partie de tourelle sous la galerie. La tour fait 17 m de haut, mais elle n'est pas du côté mer.
En 1950, le phare a été électrifié avec l'installation de groupes électrogènes. L'ancienne lumière fonctionnant au gaz de pétrole a été remplacée par une lampe de 3000 watts. Le phare a été automatisé en 1980 et a reçu une lampe de 1.000 W.
Identifiant : ARLHS : POR014 ; PT-426 - Amirauté : D2164 - NGA : 3604.
|             |
| Cabo Sardão |

|         |
| La tour |

### Lien connexe
- Liste des phares du Portugal